# Rotglá y Corbera
Rotglá y Corbera (oficialmente y en valenciano Rotglà i Corberà) es un municipio español de la Comunidad Valenciana, España. Perteneciente a la provincia de Valencia, en la comarca de La Costera.

## Geografía
Integrado en el sector noreste de la Comarca de La Costera, se sitúa a 58 kilómetros de Valencia. El término municipal está atravesado por la Autovía del Mediterráneo (A-7), por la carretera autonómica CV-58, que une Játiva con la A-7, y por carreteras locales que conectan con La Granja de la Costera, Llanera de Ranes y Sellent.
El relieve es bastante uniforme aunque destacan algunas lomas que superan los 200 m de altitud. Destaca al oeste el cerro Carraposa (251 m), el punto más alto del término municipal. El territorio se encuentra enmarcado entre los ríos Cáñoles y Sellent, en el sureste y noroeste respectivamente, aunque ambos circulan fuera de los límites del municipio, contando además con algunos barrancos. La ausencia de corrientes naturales de agua se complementa con la abundancia de fuentes procedentes de acuíferos y filtraciones, con muy poco caudal. El subsuelo del término cuenta con una presencia generosa de agua dulce como consecuencia de encontrarse en los márgenes de las áreas anticlinales del Macizo del Caroche y Sierra Grossa.
El pueblo también está dotado de una red de caminos y carreteras, de los cuales 4 son muy antiguos: La Vía Augusta, el Nuevo Camino Real de Madrid a Valencia, el camino de Játiva al valle de Cárcer y el camino de Játiva al Canal de Navarrés.
Hacia el este, la topografía es más suave, con una morfología casi llana, con pendientes uniformes. El término de Rotglá y Corbera está en el límite de la zona de huerta de la comarca de La Costera, terminando hacia el norte y el oeste con una topografía más accidentada y con superficie cultivable de secano. Alcanza una superficie total de unos 6'3 km², con una configuración sensiblemente triangular. La altitud oscila entre los 251 m (cerro Carraposa) y los 100 m al este. El pueblo se alza a 116 m sobre el nivel del mar.

### Clima
El clima de Rotglá y Corbera es mediterráneo típico, con inviernos suaves y veranos generalmente muy calurosos, con máximas que sobrepasan los 40 °C. Las precipitaciones oscilan entre los 500 mm a 600 mm. Su baja altitud dificulta la presencia de nevadas en invierno, y las heladas, aunque hasta el mes de mayo es probable encontrarse con estos fenómenos meteorológicos. En otoño, en el mes de septiembre principalmente, es frecuente que se den episodios de lluvias torrenciales (gota fría) que se saldan con los desbordamientos de los principales barrancos que confluyen con el río Cáñoles.

### Localidades limítrofes
| Noroeste: Sellent          | Norte: Játiva (exclave) | Noreste: Llosa de Ranes          |
| Oeste: Sellent             |                         | Este: Játiva                     |
| Sudoeste: Llanera de Ranes | Sur: Llanera de Ranes   | Sudeste: La Granja de la Costera |

## Historia

### Introducción
El término municipal de Rotglà i Corberà ha estado habitado de forma ininterrumpida desde la Edad del Hierro, con evidencias arqueológicas que trasladan la ocupación humana más antigua durante la etapa prerromana. Los restos encontrados de cerámicas, utensilios y estrcuturas indican la existencia de asentamientos rurales dedicaso principalmente a la agricultura y al control del territorio dada su ubicación estratégica junto a los pasos naturales a las comarcas de La Ribera Alta hacia el norte y La Canal de Navarrés hacia el Oeste, además de estar enclavado en una comarca de paso natural entre el interior peninsular y el litoral valenciano.
Esta situación, además de la proximidad permanente respecto de un núcelo de población mayor (Xàtiva) a lo largo de las diferentes estapas de la historia, ha configurado un proceso de evolución histórico y social muy dependiente de su influencia y con el que está estrechamente ligado. Esto es más visible durante la Edad Media, especialmente en época andalusí que es cuando el actual núcleo de población aparece. Cabe destacar que la historia de Rotglà i Corberà se estudia conjuntamente a partir del siglo XIX, cuando en 1854 las localidades de Rotglà y de Corberà -alquerías musulmanas en origen y posteriormente posesiones feudales cristianas después de la conquista- se fusionan en un único municipio con pleno reconocimiento legal.
A lo largo de la Edad Contemporánea, Rotglà i Corberà experimentó las transformaciones derivadas de los cambios políticos, económicos y sociales derivadas de la etapa de construcción del Estado Liberal en España y de los procesos históricos relevantes durante el siglo XX, muy concretamente durante la II República y la Dictadura Franquista hasta la democracia de 1978. Es aquí donde el municipio encuentra su historia más viva y define su identidad actual.

### Íberos: Carraposa y La Coroneta
La presencia íbera en el término municipal representa el testimonio más antiguo de ocupación humana permanente del territorio en Rotglà i Corberà. Está documentada a través de diversos restos arqueológicos que señalan un patrón de asentamiento humano vinculado especialmente a la agricultura y la ganadería durante los siglos VII a III a. C. Si bien parece que los yacimientos de Rotglà i Corberà apuntan a la Edad del Hierro, los fragmentos de ánforas fenicio-púnicas remontan a la posibilidad de asentamientos en el Bronce Tardío Valenciano, época con una prolífica presencia en el conjunto de la subcomarca de La Costera de Ranes alrededors de Xàtiva. La transición de Bronce al Hierro implicó un cambió en las dinámicas de asentamiento, pasando de los cerros y zonas montañosas a los llanos fértiles de los cursos de agua y es aquí el momento en el que surgen más visiblemente estos dos asentamientos. La cantidad y variedad de hallazgos cerámicos, utensilios, enterramientos y fragmentos de estructuras sugieren una ocupación estable con funciones agropecuarias y como control de los pasos estratégicos de las principales rutas de comunicación con los territorios de la Canal de Navarrés y el Valle de Ayora, así como una protección de la ruta comercial que recorría el conjunto de la comarca y vinculaba a La Costera con el resto de territorios íberos del conjunto valenciano.
En este sentido, los estudios sobre las vías de comunicación íberas en La Costera señalan un decrecimiento de la importancia de las rutas que transcurrían por el margen derecho del Río Cányoles, donde se ubicaba el asentamiento íbero original de Xàtiva, en La Solana, la cara sur de la montaña del castillo y que enlazan con los caminos que transcurren a través de La Vall d'Albaida hasta la costa a través también del Valle de Bixquert. La Edad del Hierro se diferencia notablemente del Bronce porque empieza a surgir una mayor cantidad de asentamientos en la margen occidental del río. La concentración más importante de asentamiento en el curso bajo del río se da, precisamente, entre Rotglà i Corberà i Llanera de Ranes, en los llanos fértiles, en dirección a Estubeny i a Enguera. Estos estudios señalan que la principal vía de comunicación ya desde la antigüedad es lo que se conoce como Camí Vell de València, situándose Rotglà i Corberà como un importante centro de enlace entre todos los caminos del oeste hacia la vecina Saití, en el este, a través de la actual CV-563 que transcurre por La Llosa de Ranes y enlazando con el camino proveniente de Manuel junto al río Albaida.
La arqueología ha evidencia una extensa red de poblados ibéricos en el fértil valle del río Cáñoles que formaban parte del área de influencia de la tribu de los edetanos con un centro de población principal en la comarca: el oppidum de Saití (Xàtiva), que ejercía como centro regional con control pleno en aspectos militar, político y económico sobre numersoso asentamientos periféricos como el que se ubicaba en Rotglà i Corberà. Todo el territorio controlado directamente por este asentamiento principal estuvo rodeado de una serie de núcleos satélites en altura, a modo de atalayas, que permitián un control estratégico de los caminos entre Saití y La Canal de Navarrés por Sellent y Estubeny, el resto del Valle del Cànyoles y la vecina Ribera Alta. También es de suponer que los yacimientos ubicados en Rotglà i Corberà sirvieran como posible espacio fronterizo entre las zonas controladas por Saití y las ubicadas en el curso medio del río en el Castell de Montesa. A lo largo del periodo íbero, encontramos variaciones significantes en las dinámicos de asentamiento. El hecho de que únicamente Saití mantuviese prolongadamente su carácter defensivo del territorio hace suponer que este oppidum fue adquiriendo una gran preeminencia, muy especialmente a partir del siglo III y en detrimento de otras zonas de La Costera. Sin embargo, cómo de influyente era Saití (o Saitibi) sobre el conjunto del territorio y cómo de dependientes fueron las relaciones con los otros asentamientos periféricos es algo difícil de establecer por la falta de fuente y excavaciones que lo atestiguen. Sí podemos presuponer su importancia por ser ya un centro de acuñación de moneda ibérica en el siglo III a. C. y por los numerosos restos de cerámica fenicia que indican relaciones con las potencias comerciales que poblaban el litoral valenciano.
En el término de Rotglá y Corberá se han econtrado dos yacimientos arqueológicos potenciales que afirman la presencia de una comunidad íbera con actividad continua durante la Edad del Hierro y el tránsito posterior a la romanización. En la partida conocida como La Coroneta, como consecuencia de las obras de la autovía A-7 de la antigua N-430, se encontraron restos de una posible necrópolis, restos cerámicos, herramientas y utensilios cotidianos, así como restos de alguna estructura. Sitúado en un pequeño promontorio con cierta elevación, "La Coroneta" ofrece una visibilidad del entorno que nos permite suponer el carácter defensivo y de control territorial del asentamiento sobre el paso que conduce a Saití, la Canal de Navarrés y la ruta principal de sur a norte. El contenido del material hallado nos indica la función de producción de productos agrícolas y ganaderos.
Por otro lado, sobre el cerro que corona el valle, con una altitud de 250 m, que se sitúa al oeste del término municipal, las prospecciones menores realizadas por obras menores revelaron la existencia de estructuras que apuntan a un recinto amurallado en cuyo interior se descubrió un rico ajuar con restos cerámicos y figuras y utensilios con un claro componente sacro. Los estudios realizados tras su descrubrimiento apuntan a la hipótesis de que el cerro de Carraposa contenía un santuario íbero edetano configurado como centro de culto con funciones astrológicas, alineado solarmente, único en estas latitudes. Su posición permite trazar una línea desde al nacimiento hasta la puesta del sol durante el solsticio, a través de la sierra de Enguera en el oeste y el Benicadell al este, un elemento muy común en la religiosidad íbera. Probablmente, el cerro formaba parte de una red ritual y defensiva interconectada con otros centros regionales y secundarios, dominando visualmente los valles de los ríos Cányoles, en la conocida como Vega de Xàtiva, y del Albaida en sus cursos bajos, enmarcados en una zona de transición entre tribus íberas como los edetanos y los contestanos o los grupos oretanos del suroeste y los celtíberos en el noroeste.

### Época Romana
En el marco de las Guerras Púnicas, la comarca de La Costera fue escenario de los conflictos entre los cartagineses y los romanos. Un papel importante en este periodo lo juega la ciudad de Xàtiva, Saití o Saitiba, que después de la conquista latina conservó su relevancia geográfica y se erigió como un importante centro de la romanización en el interior de las comarcas centrales valencianas. En el siglo II a. C., se producen un abandono ya definitivo del emplazamiento original íbero en la cara sur de la montaña de la Serra Grossa, orientado a la Vall d'Albaida, trasladándose hacia la cara norte actual que domina el conjunto de la Vega de Xàtiva y el curso bajo del Cànyoles. Este cambio marca una importancia estratégica y es el origen de la ciudad en su emplazamiento actual. En ese momento, la antigua ciudad íbera pasa a denominarse Saetabi. Después de la reorganización en tiempos del emperador Augusto (27 a. C.-14 d. C.), la ciudad pasó a denominarse Saetabis Augustanorum y recibió el estatus de municipium. Los restos de las monedas encontradas con el águila explayada en su reverso indican la presencia de colonos procedentes de Italia, lo que implica el establecimiento de gente itálica en el valle del Cànyoles desde el primer momento de la conquista romana.
Con la reforma augusta, toda La Costera debió estar integrada en el territorio correspondiente al municipio setabense, sufriendo un intenso proceso de romanización y latinización las poblaciones periféricas. De todos los asentamientos en altura preexistentes en la subcomarca de La Costera de Ranes y la Vega de Xàtiva, solamente los de Saiti (Xàtiva) y los de Carraposa (Rotglà i Corberà) mantuvieron su presencia durante la primera etapa romana, ofreciendo una continuidad en los aentamientos humanos de esta última localidad. Sin embargo, a diferencia del resto de la comarca, los íberos de Rotglà i Corberà, por la influencia determinante de la nueva capital romana, presenciar un cambio cultural hacia el mundo romano más temprano, permitiendo la conversión de las dinámicas poblacionales como consecuencia de los nuevos intereses romanos. Así, los indicadores arqueológicos atestiguan la aparición de asentamientos romanos de nueva planta, en formato de villas agrícolas, que debieron convertirse en centros de producción agrícola esenciales para nutrir la importante industria del lino que tanto prestigio le aporto a la ciudad de Saetabis
En las prospecciones realizadas en El Gars se encontraron una gran cantidad de restos cerámicos que apuntan a la existencia de una villa romana en el extremo norte del término municipal, atestiguando esta integración de la periferia rural en el área urbana de la capital de la Costera durante la era imperial. El estado actual de conservación del yacimiento está catalogado como "malo" y el grado de dispersión de los materiales encontrados (tegulae en esencia), así como el intenso proceso de atropización al que se han visto sometidas las escasas hectáreas que ocuparía, apuntan a que la mayor parte del yacimiento estaría destruido. Se ubicaría a la altura del km 48 en la N-430, cerca de la salida de la actual autovía hacia la Llosa de Ranes. El municipio de Rotglá y Corbera, en este sentido, recogería el testigo íbero como cruce de caminos referente en la margen izquierda del río Cányoles, en el marco de la red de caminos complementarios de la Vía Augusta que conectaba la ciudad setabense con el mundo romano de la Península, así, junto al poblamiento de nueva planta, en la partida de La Coroneta (ya habitada por parte de los íberos) también salieron a la luz restos de suelos enlosados y estructuras que datan del periodo romano Alto Imperial, manifestando la continuidad de los asentamientos humanos en Rotglà i Corberà.

### Visigodos y Conquista Musulmana
Con la caída del Imperio Romano, la antigua Hispania es sustituida por el Reino Visigodo de Toledo a partir del siglo V d. C. Cómo se produce esta transformación en La Costera es una incógnita por la escasez de fuentes primarias que den muestra del periodo germánico visigodo en la comarca. De este periodo únicamente sabemos que la Saetabis romana no desapareció como núcelo urbano importante en la región, más bien al contrario. Durante los siglos V al VIII d. C., la ciudad visigoda de Xàtiva mantuvo su posición preeminente como consecuencia de su papel en las viejas estructuras administrativas romanas que fueron adaptadas por el nuevo Reino de Toledo. Las diferentes fuentes históricas evidencian la continuidad en la ocupación humana ininterrumpida de la zona, con una continuidad también en sus funciones urbanas, económicas, defensivas y también religiosas. Xàtiva es declarada como sede episcopa visigoda, participando sus obispos en los concilios de Toledo y remarcando su papel como centro religioso comarcal en los distintos documentos eclesiásticos.
Es probable que Xàtiva ejerciese como sede una comunidad cristiana consolidada y como un centro de poder regional importante para el nuevo reino germánico, con presencia de clero, instituciones religiosas con funciones administrativas y una jerarquía local adaptada al nuevo orden visigodo. Su ubicación estratégica como corredor natural entre el interior penínsulas y la costa mediterránea valenciana le permitieron controlan el paso hacia la Vall d'Albaida, la Canal de Navarrés así como el acceso a la llanura del río Xúquer y La Safor. Por su parte, es una hipótesis suponer que el municipio de Rotglà i Corberà mantuviese su carácter de asentamiento rural menor en el contexto de centro de trabajo agrícola adyacente a un área urbana. No se han encontrado restos visigodos en su término municipal, por lo que no es hasta la llegada del islam a la península ibérica cuando podemos encontrar el nacimiento de los dos núcleos de población que conforman el actual municipio.
El territorio actual del municipio formó parte activa del mundo andalusí desde la conquista islámica hasta la conquista cristiana en el siglo XIII por parte de Jaume I, rey de Aragón. Durante este periodo, la zona se integró en la estructura agraria, social y administrativa del Sharq al-Ándalus y volvió a experimentar ese carácter dependiente de la ciudad de Satiba, que en época califal experimentó su época dorada y se convirtió en un importante núcleo andalusí del territorio valenciano.
Rotglá y Corberá fueron, en época islámica, dos alquerías agrícolas que formaban parte de una densa red de poblamiento disperso para el cultivo de la fértil Vega de Xàtiva y que se organizaron alrededor de pequeños asentamiento surgidos alrededor de un complejo sistema de regadío y de modernas técnicas de aprovechamiento del terreno. Los nombres actuales de Rotglá y de Corberá derivan de fases posteriores a la conquista cristiana, pero en su término municipal se encuentran topónimos árabes que ejemplifican la vinculación de las comunidades humanas islámicas a la tierra, el agua y su trabajo. Así, conocemos de Rotglá que, en sus orígenes, su nombre era l'Alcúdia Blanca, que significa "la colina" (al-qudiyya) y probablemente el adjetivo "blanca" aludiese al tipo de tierra predominante o al color de sus estructuras. De Corberà desconocemos su origen, pero el núcleo poblacional primigenio conserva el típico entramado urbano de calles estrechas que desembocan en una gran plaza en el centro de la cual se erigía la mezquita y a su alrededor se alineaban las viviendas a modo de comunidad cerrada con una única entrada y salida.
La agricultura era la base económica de las alquerías, con cultivos típicos del sistema andalusí mediterráneo: el trigo, la cebada, la vid, el olivo y las hortalizas así como las moreras para la producción de seda. Esta tradición de la seda se vino manteniendo a lo largo de los siglos y todavía en el siglo XX era común que en los desvanes de las casas de campo de la localidad se extendiesen amplias plataformas de cañizo para la crianza de los gusanos de seda. La plaza fundacional de Corberà aún nos traslada a ese momento de la historia andalusí con su denominación "plaza de las moreras". El desarrollo del regadío mediante acequias y norias permitió transformar el entorno y convertir el secano en zonas fértiles que bebían directamente de las aguas del río Cányoles y del río de los Santos en l'Alcúdia de Crespins. En la zona de El Gars aún se conserva un acueducto de época califal, datado en el siglo XI, por el que transcurre la principal red de riego andalusí, la Acequia de Ranes, para salvar un barranco situado entre Rotglà y La Llosa de Ranes.
La posición estratégica de Rotglà i Corberà, como lo demuestran los vestigios íberos de los que hemos hablado, cerca del río y en una vía natural de paso entre La Canal, La Ribera, La Meseta y La Vall d'Albaida, otorgó a l'Alcúdia Blanca un papel destacado en el control de las vías de acceso. Aunque no existen restos de fortalezas, esta alquería se construyó alrededor de una gran torre fortificada enjalbegada de cal y denominada La Torre Blanca, con una dimensión de 7,8 x 8,92 metrios cuadrados de planta, que servía como parte de un sistema defensivo rural menor integrado en el extenso hinterland agrícola de Xàtiva y que culminaba en su prominente castillo. En el siglo XII-XIII, Xàtiva alcanzó la cúspide de su relevancia económica y cultural en el conjunto andalusí y la industria de la seda, el papel y el comercio florecieron en la ciudad, siendo las alquerías dependientes un punto de abastecimiento de la ciudad de productos agrícolas y materias primas. Por su ubicación, las fuentes escritas parecen señalar que l'Alcúdia Blanca se erigió como la alquería mayor de la comarca de Rahanna.

### Las alquerías islámicas de Rotglà (l'Alcúdia Blanca o Rahanna) y Corberà
A mediados del siglo XIII, el rey Jaume I d'Aragó inicia la expansión del Reino de Aragón hacia el sur y emprende la conquista de Valencia. Después de la toma de la capital de taifa de Balansiya en 1238, uno de los objetivos principales del monarca sería la conquista de la fortificada ciudad de Xàtiva, por su valor estratégico en el paso hacia el Reino de Castilla y por su importancia política, económica y territorial. En 1244, Jaume I firma las capitulaciones de Xàtiva con la entrega pacífica de la ciudad a cambio del respeto de la religión y cultura de la población musulmana de la zona. Después de la entrega de la urbe por parte de las autoridades locales, La Costera se erige como una zona de frontera de vital importancia estratégica para el Reino de Aragón y el nuevo Reino de Valencia. Jaume I, como ya hizo anteriormente, ordena el reparto del territorio a través del Llibre del Repartiment, adjudicando tierras, casas y alquerías a caballeros, casas nobles catalanas y aragonesas así como a nuevos pobladores cristianos provenientes del Reino de Aragón y el Principado de Catalunya para asentar el nuevo dominio cristiano en la comarca.

##### Rotglà
La fertilidad de la tierra y la compleja red de regadíos existentes garantizó la residencia de los nuevos pobladores cristianos que convivieron con la población mudéjar en ambas alquerías. Parece ser que, en un primer momento, l'Alcúdia Blanca fue adscrita en señorío a la familia Lloris, ocupando la antigua Torre Blanca de la población. Sin embargo, su donación no comportó un cambio de régimen de propiedad de la alquería, puesto que la ciudad de Xàtiva pasó a formar parte entonces del patrimonio de la corona y ejercía jurisdicción oficial sobre las alquerías de su alrededor, como es el caso de l'Alcúdia Blanca o también documentada como Rahanna. El señor cobraba censos, rentas, derechos de aguas y molinos, pero manteniéndose dentro de la estructura administrativa de Xàtiva. Desde el siglo XIII hasta el siglo XV, parece que la propiedad de la alquería siguió vinculada a la familia de Lloris, produciéndose en el algún momento entre 1386 y 1421 la venta por parte de Lluís d'en Lloris de la alquería de Rahanna a Joan Rotlà, caballero y vecino de la ciudad de Xàtiva, que sería posteriormente nombrado Governador dellà Xúquer y arrendaría la alquería de Rahanna a su hijo Ausias Rotlà y a su yerno Lluís Morelló. A partir de este momento, la Alquería de Rahana o l'Alcúdia Blanca, tal y como aparece citada en las fuentes, estaría ligada a la familia de los Rotlà de Xàtiva. En 1448, el rey Alfonso V de Aragón dona un tercio del diezmo de la Alquería a la familia Rotlà, incrementando su patrimonio. En un documento de la cancillería real datado de 1563 ya se lee que Joan Roglà és señor de Roglà, pasando a identificarse ya la antigua Alcúdia Blanca o Alquería de Rahanna como Alquería de Roglà o Lloc de Roglà, de la que proviene actualmente el nombre del municipio y evolucionando a lo largo del siglo XVII hasta la forma "rotglà".
Las fuentes históricas nos señalan que, en 1520, la todavía Alcúdia Blanca sufrió un saqueo a manos de los agermanados de Játiva. En 1534 se erigió en rectoría de moriscos por decisión del arzobispado de Valencia y se separó de Xàtiva, teniendo como anexos los lugares de Gil Sanz (Corberà), Miquel Garceran Sans (Cairent, actual Llanera de Ranes), Martí Tallada (La Granja de la Costera) y la de Torrent d'en Maneu (Torrent d'en Fenollet). En 1527 contaba con 30 familias moriscas; en 1572 con 23 y en 1609, 39. Ese mismo año, tras la expulsión de los moriscos, Juan Rotglá Sanz otorgó carta puebla a 31 pobladores cristianos, el 26 de junio de 1611, y la anterior alquería musulmana adoptó oficialmente el nombre del linaje de su señor. El núcleo original de la población de Rotglà se encuentra en la actual plaza de la iglesia, donde se ubica la parroquia de los Santos Juanes y junto a la cual todavía se pueden observar los restos de la antigua torre forticada islámica como parte de la fachada de la vivienda adyacente al templo.
Por su parte, durante la Guerra de Sucesión, se sabe que Rotglà fue saqueada por los partidarios de Felipe V que, tras derrotar a los partidarios del archiduque Carlos en la batalla de Almansa (1707), penetraron en el Reino de Valencia, sometiendo a la ciudad de Játiva a un asedio y posteriormente a su quema. En el Archivo del Reino de Valencia se puede encontrar un documento de 1731 en el que se detalla que Maria Catalina Aracil, esposa de Pasqual Rotglà, es identifica como señora de Rotglà mientras su marido está considerado como ausente como consecuencia de su exilio y su adscripción como austracista. Las fuentes documentales parecen indicar que la familia Rotglà o Rotlà fueron defensores de la causa de los Habsburgo y que sus descendientes más directos seguían en el exilio por sus posicionamientos. En 1755 se detalla que Rotglà es heredada por Francisco Rotlà después de la muerte de Pedro Antonio Rotglà, exiliado en Austria, y que se disputa el señorío entre Maria Jose Rotlà y Aracil y el mismo Francisco Rotlà, Resolviéndose a favor de la primera y encumbrando a la línea desciendete de los Aracil. En el Archivo municipal de Valencia consta que en 1804, Rotglà forma parte del señorío del marqués de Bèlgida, de la vecina Corberà, enmarcada dentro de la Gobernación de la Nueva Colonia de San Felipe, pero sin perder la titularidad la familia Aracil.
En 1808 estalla la guerra de Independencia española, comúnmente llamada Guerra del Francés para la historiografía de habla catalana, y hasta 1811, Rotglá y Corbera permanecerán en la retaguardia contribuyendo a la resistencia del Reino de Valencia con dinero, voluntarios y pertrechos. Cuando los franceses toman la capital del Turia en el año 1812, todo el Reino de Valencia es ocupado, quedando fijada la frontera de resistencia en la ciudad de Alicante. De esta manera, ambos pueblos junto con el resto de la comarca, sufrieron las penurias de la guerra. Los pueblos de Rotglá y Corberà se vieron sometidos a la ocupación del ejército francés, el cual fijaría su cuartel general en La Costera en la Venta Real de Rotglà, construida en el siglo XVIII, situada a la entrada del pueblo por el norte y que contaba con dependencias y establos suficientes para dar cobijo a una guarnición. En 1813, durante el mes de junio (posiblemente el día 10), se produjo en Rotglá un enfrentamiento armado entre los soldados napoleónicos del general conde de Harispe, que abandonaban Xàtiva en dirección a los Pirineos, y las tropas españolas del general Felipe Roche, que avanza hacia La Costera con su ejército para liberar las Comarcas Centrales. Esta acción bélica supuso una derrota aplastante para el ejército español, sufriendo numerosas bajas y permitiendo a los franceses para cruzar el río Júcar sin resistencia ni hostigamientos. Algunos días después del combate, las tropas napoleónicas todavía volverían a ocupar Xàtiva que no sería totalmente recuperada por el ejército español hasta el 3 de julio.

##### Corberà
Por lo que respecta a Corberà, parece que en 1373 era conocida como la Alquería d'en Pasqual Alpenyes y que sufrió cambios en sus nombres hasta el siglo XVI. En 1386 era conocida como la alqueria de Na Peirona y en el morabatí del 1421 se la nombraba como la alqueria d'en Valentí. En 1426, en un documento eclesiástivo de la Colegiata de Xàtiva se recoge que el clérigo Mossén Corberan d'Alet realizó la compra de la Alquería de Valentino pasando en 1444 a ser propiedad de Joan Corberan. La alquería en ese momento pasó a denominarse como Corberà. En el morabatí de 1493 se explicita que la alquería de mossèn Corveran tiene 8 casas, reflejando la menor importancia poblacional de esta localidad de su respectivo vecino de Rotglà. En 1534, sabemos que la Alquería de Corveran se la conocía también como Alquería d'en Gils Sans, gracias a un documento del arzobispado de València por el que se anexaban eclesiásticamente las diferentes alquerías de la zona a la recién creada parroquia de Rotglà, entre las cuales figuraba la de los señores de la familia Corveran, cuyo representante masculino entre 1520 y 1555 fue un fiel servidor de Carlos I, llegando a combatir en las Guerras de Italia a las órdenes del monarca de la Casa de Habsburgo. Su emplazamiento junto a la carretera principal del Reino de Valencia a Castilla también llevó a esta localidad a ser testigos de la Guerra de les Germanies y a sufrir la misma suerte en los saqueos de 1520 que su vecina Rotglà.
La alquería de Corberà permanecería en manos de la línea masculina original de los Corveran o Corberan hasta el siglo XVII, vinculándose a un linaje muy reconocido en la nobleza valenciana de esta época: el marqués de Bélgida, la familia Bellvís. En 1607, la heredera de Corberà, Maria Sans, contrajo matrimonio con Franscec Bellvís i Marrades, que en 1614 pasaría a ser el marqués de Bèlgida, Bellús i Sant Joan, dentro de los términos jurisdiccionales de la ciudad de Xàtiva. En 1609, en el mes de noviembre, Francesc Bellvís, después de la expulsión de los moriscos decreta por Felipe III, acompañaría a la población morisca de su alquería hasta el puerto de Dénia para su partida, dejando abandonada la alquería hasta que el 12 de julio de 1611 se otorga carta puebla a 26 familias de cristianos viejos para la repoblación del lugar. En 1684, su iglesia se separa de la jurisdicción religiosa de Játiva.
La alquería tampoco disponía de fortificaciones, igual que el resto de centros de población de la zona, a excepción de la torre de Rotglà. En su defecto, el linaje Corveran se instaló en un palacio señorial de grandes dimensiones que se ubicaba en lo que hoy es la plaza de la Constitución de la localidad de Rotglà i Corberà, ocupando toda la parte sur de la manzana. Lamentablemente, el terremoto de Montesa de 1748 derruyó la estructura que ahora se ha transformado en viviendas particulares. Del palacio únicamente se conserva la antigua capilla familiar que se erigía en la parte posterior del edificio, conocida ahora como la Capilla de la Mare de Déu del Socors.

### ElsigloXIX, la fusión de Rotglà i de Corberà
En el siglo XIX, en 1850, durante el reinado de Isabel II, se produce la fusión de ambas localidades pasando a denominarse Rotglà i Corberà, como un único municipio. Su conexión urbana llevó a las autoridades liberales del nuevo Estado a considerar su fusión como parte de las reformas liberas que buscaban optimizar la gestión municipal y modernizar la estructura administrativa local en el reino. Con esta decisión, el nuevo municipio pasaría a tener una población censada de 880 habitantes. El crecimiento demográfico, sin embargo, sufriría un estanamiento notable como consecuencia de las distintos episodios de enfermedades como las epidemias del cólera, o los procesos de migración así como de la inestabilidad política propia de las Guerras Carlinas y el bandolerismo. Durante el siglo XIX, la economía de Rotglà i Corberà era predominantemente agrícola basada en el secano con un avance que ya se vislumbraba en los cultivos de regadío como el naranjo o el maíz. La primera fase de la Revolución Industrial apenas tuvo importancia durante este siglo, ligando la riqueza de la localidad y el sustento de las familias al trabajo en el campo.
El XIX fue un siglo de modernización lenta, típica de las zonas rurales periféricas valencianas, con un fuerte arraigo de las estructuras caciquiles que perdudarían hasta la década de 1930. La recuperación de los conflictos, especialmente de la Guerra de Independencia, también resultó un proceso costoso. De forma progresiva, se empiezan a observar pequeños cambios estructurales gracias a la administración liberal y mayores inversiones en las infraestructuras urbanas y en el abastecimiento de agua potable a la población. Rotglà i Corberà fue avanzando hacia la supresión de los remanentes feudales, fortaleciendo las instituciones municipales. Es en la década de 1880 cuando el municipio profundiza en los cambios económicos y en el desarrollo de las estructuras modernas, especialmente gracias a la mejora en el Camino Real de Madrid a Valencia que facilitaría la comunicación con zonas de la Ribera y del resto de La Costera. Empieza también a consolidarse un sistema agrario minifundista alrededor del cual aparecen pequeños almacenes agrícolas de fruta dedicados a la exportación de los productos.

### SigloXX
Las primeras décadas del siglo XX permiten al municipio experimentar un importante proceso de modernización que se traslada en la estabilización del crecimiento demográfico. Para 1920, la población superaba los 970' habitates. Durante la II República Española, Rotglá y Corbera experimentaría una etapa de innovación e inversión pública notable. Los alcaldes republicanos contribuyeron a la construcción de amplios proyectos de infraestructuras e instalación de alumbrados y de mejoras urbanas que mejoraron la calidad de vida de los habitantes de la localidad.
El estallido de la guerra civil española (1936-1939) somete a la localidad a un estado de alerta constante por el sobrevuelo de la retaguardia republicana de los aviones de la Legión Cóndor, que alcanzaron su punto álgido durante el bombardeo de un convoy de tren republicano que transportaba una remesa de soldados del Ejército Popular de la República que se batía en retirada desde el frente y en el que perecieron algunos vecinos de Rotglá y Corbera. La guerra provocó que jóvenes partieran al frente de batalla, una experiencia traumática de la que algunos no regresaron. La localidad tomó parte por el gobierno republicano, pero no se detectaron los excesos propios de aquel clima belicosos entre sus habitantes. Pasada la guerra, la represión franquista apenas tuvo una incidencia muy moderada gracias a la decidida acción de un vecino del pueblo, Saturnino Vázquez Navalón, que durante la guerra fue miembro de la UGT y presidente del comité de huelga local actuando para salvar la vida a desertores de ambos bandos y para frenar el revanchismo. Saturnino evitó que las nuevas autoridades de la dictadura llevasen hasta el extremo el ejercicio del poder tras la caída del régimen democrático republicano. Una figura local a la que no se ha rendido justicia en la memoria colectiva tras la vuelta de la Democracia en 1978.
Los intentos de la dictadura de recuperar la economía nacional a través de un régimen autárquico tuvieron un gran impacto sobre la economía local. A principios de los años 40, Rotglá i Corberà se erigió como centro distribuidor y productor del cultivo del tabaco de las comarcas centrales. El monopolio del Estado franquista sobre el Tabaco, centralizó su industria en la Costera y alrededores en el Secadero de Tabaco, construido en 1941, ejemplo claro de arquitectura civil del franquismo en la localidad y que dinamizó enormemente la economía local. La construcción de este complejo del secado de las hojas del tabaco permitió generar nuevas oportunidade de empleo y resolver el estancamiento demográfico de la localidad al atraer mano de obra desde Andalucía y Castilla-La Mancha. Sin embargo, la posguerra todavía estaba presente en la localidad y el cultivo del tabaco también provocó la aparición de un comercio en paralelo en el mercado negro alrededor de estas nuevas plantaciones. La economía local seguiría dominada por la agricultura combinada entre el secano, el regadío y el tabaco. El Secadero de Tabacos (actual Ayuntamiento de la loacalidad) estuvo en funcionamiento hasta la década de 1980.
A partir de la década de 1970, junto a los cambio de la España del Desarrollismo, Rotglà i Corberà también experimenta un crecimiento económico e importantes transformaciones en la estructura social del pueblo. La localidad consolida una economía agraria diversificada, pero con un peso notable de los productos agrícolas de regadío, especialmente los citrícos, que permiten el despegue de la industria primaria de los almacenes de fruta de la localidad y de verduras. Empiezan a surgir pequeñas industrias locales ligadas al sector de la construcción y del mueble, así como aparecen pequeñas fábricas textiles complementarias a las más importantes fábricas de las vecinas Canals y l'Alcúdia de Crespins. El final del siglo XX ve también la mejora de las redes de transporte, especialmente con la construcción de la autovía A-7 que permitió el desvío del tráfico que antes circulaba por la N-430 que traviesa la localidad y el acercamiento a las grandes ciudades.

## Demografía
Rotglá y Corbera cuenta con una población de 1158 habitantes (INE 2024).
| Gráfica de evolución demográfica de Rotglá y Corbera entre 1857 y 2023 |
| |
| Población de derecho según los censos de población del INE Población de hecho según los censos de población del INEEn 1857 aparece este municipio porque se fusionan los municipios Corbera, en Játiva y Rotglá |

## Economía
Rotglá y Corbera es una localidad eminentemente agrícola con un suelo destinado a la exportación a través de los almacenes de fruta locales como Vistol y Agrufrut o Morondo Integral Agrícola. La superficie cultivada está distribuida en terrenos de secano entre los que destacan los viñedos, olivos, ciruelos y almendros y terrenos de regadío repartidos entre naranjos, frutales, albaricoques, hortalizas y maíz. No cuenta con grandes latifundios siguiendo la línea histórica de la región mediterránea, por lo que los campos son un conjunto de pequeñas superficies cuya producción suele ser copada en su totalidad por los tres almacenes locales de frutas, que distribuyen a nivel nacional e internacional, por lo que su actividad se vuelve frenética en la temporada de la fruta. Estas tres empresas dan empleo a la mayor parte de sus habitantes. Hay también una fuerte tradición, aunque con el paso de los años ha decaído mucho, de la ganadería avícola, ovina y porcina. Hasta los años 70 del siglo pasado todavía se podían encontrar granjas de cerdos y pollos en su término municipal, que servían para abastecer a las carnicerías locales.  
El sector secundario tiene una débil presencia en la economía local. Hasta la entrada del siglo XXI, el municipio todavía albergaba varias fábricas textiles que no obstante, tuvieron que cerrar al tratarse de empresas familiares de tamaño muy reducido escasamente competitivas frente al potencial industrial de las economías emergentes asiáticas. Dispone también de empresas relacionadas con la construcción, tales como instalaciones eléctricas, pinturas, carpinterías o almacenes de muebles, cerrando el círculo pequeños negocios locales del sector terciario que son, en su totalidad, negocios familiares con una escaso impacto en el mercado laboral local. 
Hay que añadir que actualmente, se encuentra en fase de desarrollo el proyecto de polígono industrial para atraer inversores y empresas más grandes, con las que diversificar la economía local. Rotglá y Corbera, por su ubicación y su historia, es un cruce de caminos importantes. De la localidad parten las carreteras que dan acceso a Canal de Navarrés y el Valle de Ayora y es atravesada por la antigua Nacional 340, sustituida en su gran mayoría por la Autovía del Mediterráneo, la A·7, que transcurre paralela al entramado urbano, dando un acceso directo a Rotglá y Corbera. A su vez, la presencia de la estación de ferrocarril de la vecina Játiva, a una distancia cercana a los 10 km, conecta el municipio con la línea de cercanías de Renfe C·3, Valencia-Moigente, y los trenes de Media y Larga distancia a Alicante, Albacete, Alcoy, Barcelona y Sevilla.

## Administración y política
| Periodo   | Nombre                                      | Partido                     |
| --------- | ------------------------------------------- | --------------------------- |
| 1979-1983 | Alfredo Gómez Sanchis                       | Partido Liberal             |
| 1983-1987 | Alfredo Gómez Sanchis                       | PSPV-PSOE                   |
| 1987-1991 | Agustín Gómez Climent                       | CDS                         |
| 1991-1995 | Agustín Gómez Climent                       | UV                          |
| 1995-1999 | Agustín Gómez Climent                       | UV                          |
| 1999-2003 | Pilar Domènech i Aliaga                     | BLOC/PSPV-PSOE/UV (pacto)   |
| 2003-2007 | Rafael Sancristóbal / Mercedes Castelló     | Independientes/PP (pacto)   |
| 2007-2011 | Mercedes Castelló García                    | PP                          |
| 2011-2015 | José Gómez Mondría / Amador Climent Roselló | IPRC/PSPV-PSOE (pacto)      |
| 2015-2019 | Amador Climent Roselló                      | PSPV-PSOE/Compromís (pacto) |
| 2019-2023 | Amador Climent Roselló                      | PSPV-PSOE                   |
| 2023-act. | Amador Climent Roselló                      | PSPV-PSOE                   |

| Elecciones municipales de 2019 en Rotglá y Corbera | Elecciones municipales de 2019 en Rotglá y Corbera | Elecciones municipales de 2019 en Rotglá y Corbera | Elecciones municipales de 2019 en Rotglá y Corbera | Elecciones municipales de 2019 en Rotglá y Corbera | Elecciones municipales de 2019 en Rotglá y Corbera | Elecciones municipales de 2019 en Rotglá y Corbera | Elecciones municipales de 2019 en Rotglá y Corbera |
| Partido                                            | Partido                                            | Candidato                                          | Votos                                              | Votos                                              | Concejales                                         | Concejales                                         |                                                    |
| -------------------------------------------------- | -------------------------------------------------- | -------------------------------------------------- | -------------------------------------------------- | -------------------------------------------------- | -------------------------------------------------- | -------------------------------------------------- | -------------------------------------------------- |
| PSPV-PSOE                                          |                                                    | Amador Climent Roselló                             | 497                                                | 77,17 %                                            | 8                                                  | 1                                                  |                                                    |
| Partido Popular                                    |                                                    | Carlos Sanz Tormo                                  | 119                                                | 18,47 %                                            | 1                                                  | 1                                                  |                                                    |

En 1999, es elegida alcaldesa Pilar Doménech con un pacto a tres entre los 3 concejales del BLOC (uno de ellos, aunque como independiente, era el escritor valenciano Lluís Antoni Navarro Cucarella, residente en Rotglá y Corbera), 1 del PSOE y 1 de Unión Valenciana; el Partido Popular, que absorbió el votante de la derecha de Unión Valenciana, pasa a la oposición con 4 ediles.
En 2003, el descenso de población fija 7 concejales a elegir en lugar de los 9 anteriores, como consecuencia el PSPV-PSOE se queda fuera del ayuntamiento al no obtener representación y el Bloc Nacionalista (BNV) gana las elecciones locales con 3 concejales, aunque sin mayoría absoluta. El PP obtiene 2 concejales y una nueva formación de centro-derecha de carácter independiente obtiene los 2 concejales restantes. Un pacto entre PP e IRC (Independents de Rotglà i Corberà) desaloja a Pilar Doménech de la alcaldía. 
Las elecciones de 2003 arrojan una mayoría absoluta para el Partido Popular local, con 5 concejales y el 55,6 % de los votos. El Bloc Nacionalista le sigue con 2 ediles (22,2 %), IPRC, una nueva formación independiente obtiene 1 (11,1 %) y el PSPV-PSOE vuelve al ayuntamiento con 1 edil (11,1 %). En 2007, vuelven a repartirse 9 concejales después del paréntesis de la legislatura anterior. 
En los comicios de 2011, el BNV opta por no concurrir a las elecciones municipales, produciéndose un empate a 3 entre el PP, el PSPV-PSOE e IPRC. Después del escrutinio,nunca antes, desde 1979, el pleno del Ayuntamiento de Rotglá y Corbera había visto una situación igual. Un pacto de gobierno entre el PSPV-PSOE e IPRC (formado ahora por una escisión del PP local) arrebata la vara de mando a Mercedes Castelló. José Gómez de IPRC y Amador Climent del PSPV se alternarán como alcaldes en una legislatura marcada por la crispación y el bloqueo político tras la negativa de IPRC a ceder el testigo al PSPV y su posterior salida del equipo de gobierno. 
En las elecciones de 2015 el PSPV-PSOE se alza como fuerza más votada 28 años después del último alcalde socialista que venció en los comicios locales. Un pacto PSPV y Compromís (el antiguo BNV que decide concurrir en estas elecciones) con 1 concejal, aporta estabilidad a una alcaldía dominada por la izquierda política.
Desde 2014 se observa un cambio de tendencia en el voto de los habitantes de Rotglá y Corbera. De las tradicionales victorias electorales de los partidos de derecha, especialmente el PP en el pueblo, pasamos al triunfo electoral de los partidos de izquierda, PSOE y Compromís. En las elecciones europeas el PSOE fue el partido más votado, mientras que en las locales y autonómicas, PSPV-PSOE y Compromís resultaron vencedores en la localidad, respectivamente.
Los comicios generales del "20D" dan la victoria al Partido Popular con el 31,32 % de los votos, seguido por És el Moment (26,12 %) y el PSOE (25,42 %). Las urnas vuelven a colocarse el "26J", arrojando un resultado similar al anterior. Nuevamente, el Partido Popular se alza con la mayoría del voto válido con un 33,28 % seguido de A La Valenciana, que esta vez agrupaba además de a Podemos y a Compromís, a Esquerra Unida del País Valencià, que se lleva un 29,14 % del voto emitido, en tercera posición se sitúa el PSOE con el 24,26 % del sufragio, y finalmente, muy lejos de sus competidores, Ciudadanos obtiene un discreto 10,95 % de las papeletas. 
2019 es un año de vuelco electoral en Rotglá y Corbera. El PSOE se alza como fuerza más votada en las elecciones generales del 28 de abril con el 30'68 % del voto válido, solo 3 años después de la victoria del Partido Popular y de un magro resultado (3.ª fuerza) para el Partido Socialista. La segunda fuerza política es Compromís que desplaza al PP hasta la tercera posición. Las elecciones a Cortes Valencianas del mismo día reflejan el voto dual de los habitantes del pueblo. Compromís vuelve a obtener el triunfo local con el 29'79 % del voto válido, el PSPV-PSOE es segunda fuerza con el 24'68 % de las papeletas. El PP es desplazado y se convierte en tercera fuerza política con solo 13 votos de diferencia respecto Ciudadanos. Las elecciones europeas del 26 de mayo le dan una abrumadora mayoría de los votos en las urnas locales al PSOE con 270 papeletas. Las municipales (que coinciden con las europeas) sitúan al PSPV-PSOE como fuerza hegemónica y dominante de la vida política local, 522 votos y 7 ediles, el 77,22 % del voto, el mejor resultado del PSOE en la comarca de la Costera y la Canal de Navarrés, con un PP en caída libre con 2 concejales y 132 votos. Compromís e IPRC optan por no presentarse en 2019, por lo que la alcaldía es para la izquierda, con una amplia mayoría absoluta para los socialistas.

## Patrimonio
- Iglesia parroquial. Está dedicada a los Santos Juanes y dependió eclesiásticamente de Játiva hasta 1684.
- Capilla de la Virgen del Socorro. Es lo que queda de los restos del palacio de los señores de Corbera, que antiguamente tenía anexada la capilla.
- Ermita del Santísimo Cristo de Torrente. Ermita situada en la pedanía de Llanera de Ranes de Torrente de Fenollet, adscrita a la parroquia de Rotglá y Corbera.
- Secadero de Tabaco. Ahora reconvertido en el ayuntamiento y servicios públicos. Consta de 5 naves rectangulares y el interior alberga el museo del tabaco, ejemplo de arquitectura civil-económica del Estado franquista durante la década de 1960.
- Museo del Tabaco. Inaugurado en 2007, recoge la tradición tabacalera de la localidad y es un ejemplo de la industria del tabaco durante los años de la autarquía en el primer franquismo.
- "Arcaetes". Acueducto de época califal, siglos X-XI en un estado de conservación algo precario por el cual transcurre la Acequia de Ranes, que abastece de agua esta zona de la comarca y la parte este del término municipal.
- Venta del Rey. Antigua venta real construida en el acceso norte de la localidad, junto al Camino Real de Madrid a Valencia, de la cual podemos observar la fachada con los arcos de las ventanas y puertas, el muro de piedra con una portón que daba acceso al llamado Huerto de la Reina, así como una inscripción que data de mediados del siglo XVIII. Actualmente la venta es de un particular, sólo conservándose su aspecto exterior y algunos elementos en el interior de 1700.
- Yacimiento arqueológico de Carraposa. Este yacimiento de época prerromana contiene ajuares funerarios y cerámicas ibéricas. Se apunta la posibilidad de que el yacimiento será un asentamiento estable ibérico que serviría como frontera oeste de la vecina Saiti (Játiva).
- Yacimiento arqueológico la Coroneta. El yacimiento se emplazaría en la cima de una suave loma (que actualmente está afectada, en parte, por la autovía) y que ha sido aterrazada y afectada por otras actuaciones antrópicas, generando un área de dispersión de material considerable. En el año 1989 se realizó una excavación de urgencia debido a las obras del tramo nuevo de la carretera N-430, descubriéndose una gran cantidad de cerámica, pero ninguna estructura. Los fragmentos documentados corresponden al Ibérico Antiguo, con presencia de fragmentos cerámicos de ánfora de tipología fenicio-púnica. Su cronología podría datar de los siglos VII-VI a. C. hasta el siglo II d. C.
- Yacimiento arqueológico del Gars. Estos restos arqueológicos corresponden con la dominación romana de la comarca. Se especula con la posibilidad de que estos restos pertenecieran a una villa romana de la que apenas existen evidencias en la actualidad. En las parcelas donde se debería haber situado esta estructura se encontró un importante volumen de material y tegulae
- Paraje natural de Carraposa. Un espacio agradable que se sitúa en la cima del cerro que vigila la entrada a Canal de Navarrés. Dispone de una zona acondicionada con mesas de pic-nic y con vistas inmejorables.

## Fiestas locales
Celebra sus fiestas mayores en los meses de junio, el día de San Juan, patrón del pueblo, y la segunda semana de septiembre en honor al Cristo. No obstante, dispone de diversos actos culturales a lo largo del año como son: la tradicional Cabalgata de Reyes en enero, Carnaval en febrero, el Porrat de Torrente (pedanía que comparte junto a Llanera de Ranes) el primer viernes del mes de marzo, y las fallas por San José. También cuenta con una arraigada romería a la montaña de "Carraposa": en el alto del cerro se halla una cruz donde una vez al año una procesión sube para culminar el acto religioso con una misa al aire libre. Finalmente, el día de San Antonio Abad, se celebra la tradicional bendición de mascotas y animales doméstico como en muchos otros pueblo de la Comunidad Valenciana.